# Парламентські вибори в Австрії 2008
Позачергові парламентські вибори в Австрії були проведені 28 вересня 2008 року, як наслідок розпаду правлячої коаліції.
Згідно з даними МВС, перше місце посіла Соціал-демократична партія Австрії (СПА), яка набрала 29,7 % голосів. Її колишній партнер по урядовій коаліції — Австрійська народна партія (АНП) — отримала 25,6 % голосів.
Праві партії Австрійська Партія Свободи (АПС) і нова партія «Спілка за майбутнє Австрії» (СзМА), створена відомим націоналістом Йоргом Гайдером, отримали відповідно 18 % і 11 %.
«Зелена альтернатива» (ЗА) набирала 9,8 % голосів.
Таким чином, СПА отримує 58 мандатів в 183-місцевій Національній раді (парламенті), АНП — 50, АПС — 35, СМА — 21, ЗА — 19. Решта партій не подолала 4-процентний бар'єр і до парламенту не проходять.
В порівнянні з виборами 2006 року соціал-демократи не долічилися 10 мандатів, а консерватори (народники) — 16. «Зелені» також позбулися 2 депутатів. Зате праві значно збільшили своє представництво в Національній раді, АПС і СМА кожна на 14 мандатів.
У виборах взяло участь 71,5 % від 6,3 мільйонів австрійців, що мають правом голосу. Це менше, ніж в 2006 році — тоді проголосували 78,5 %.